# Leonard Orban
Leonard Orban (n. 28 iunie 1961, Brașov) este un economist român, fost secretar de stat în Ministerul Integrării Europene și comisar european pentru multilingvism între ianuarie 2007 - februarie 2010. Între 2011-2012 a fost ministru al afacerilor europene în guvernul Boc (2), respectiv în guvernul Ungureanu și în guvernul Ponta (1).

## Cariera profesională
Leonard Orban s-a născut la data de 28 iunie 1961 în orașul Brașov, într-o familie multietnică, tatăl său fiind de etnie maghiară, iar mama sa de etnie română. Este fratele lui Ludovic Orban, politician PNL, prim-ministrul României din noiembrie 2019. Leonard Orban este căsătorit și are un copil. În afară de limba română, vorbește fluent limbile engleză și franceză și satisfăcător limba italiană.
A absolvit Facultatea de Mecanică din cadrul Universității din Brașov (1981–1986), obținând titlul de inginer diplomat. După absolvirea facultății, lucrează ca inginer la Întreprinderea de Tractoare din Miercurea Ciuc (jud. Harghita) între anii 1986-1989, apoi la Întreprinderea de Antrepriză Construcții Speciale Industriale și Montaj (I.A.C.S.I.M.) din București (1989-1990) și la Institutul de Cercetare în Tehnologia Construcțiilor de Mașini (I.C.T.C.M.) din București (1990-1993). 
Urmează în paralel o a doua facultate și anume Facultatea de Management din cadrul Academiei de Studii Economice din București (ASE) (1987-1992).
Între anii 1993 și 2001, Leonard Orban a fost consilier parlamentar pentru afaceri europene și internaționale al Parlamentului României - Camera Deputaților, îndeplinind și funcțiile de Secretar tehnic al Comitetului Parlamentar Mixt (CPM) Uniunea Europeana (UE) - România și al Delegațiilor Parlamentului României la Parlamentul European, COSAC și Adunarea Parlamentară a Cooperării Economice a Mării Negre (APCEMN).

## Negociator șef al României cu Uniunea Europeană
În perioada mai 2001-decembrie 2004, deține funcția de negociator șef adjunct cu Uniunea Europeană, pentru ca apoi în perioada decembrie 2004-aprilie 2005 să fie negociator șef al României cu Uniunea Europeană. 
În anul 2002 a fost decorat de către Președintele României, Ion Iliescu, în gradul de Cavaler al Ordinului Național „Steaua României”, distincție acordată pentru contribuția adusă integrării României în NATO
Din decembrie 2004 este secretar de stat la Ministerul Integrării Europene unde coordonează pregătirea României pentru aderarea la Uniunea Europeană și, din aprilie 2005, poziția României referitoare la statutul de observator activ la Uniunea Europeană.
Între realizările profesionale, domnul Orban enumeră semnarea în calitate de negociator șef cu Uniunea Europeană, împreună cu președintele României, primul ministru și ministrul afacerilor externe, a tratatului de aderare a României la Uniunea Europeană la 25 aprilie 2005 la Luxemburg.

## Nominalizarea pentru postul de comisar european
În octombrie 2006, Leonard Orban a fost nominalizat drept candidat al României pentru funcția de comisar european, după ce Varujan Vosganian și-a retras candidatura.
În conformitate cu articolul 45 al Protocolului Tratatului de Aderare a României și Bulgariei, noii membri ai Comisiei Europene vor fi numiți de Consiliul European, cu acordul Președintelui Comisiei și după consultări cu Parlamentul European.
După o audiere publică în data de 27 noiembrie 2006 la Comitetul pentru Cultură și Educație al Parlamentului European, cu participarea Comitetului pentru Afaceri Constituționale, Comitetul a dat un aviz pozitiv, votul formal urmând să aibă loc la 12 decembrie 2006.

Orban, Barroso, și Kuneva la prima întâlnire a Comisiei Barroso după Lărgirea UE din anul 2007, Bruxelles, 10 ianuarie 2007.

La 12 decembrie 2006, Parlamentul European de la Strasbourg l-a votat, cu largă majoritate, pe Leonard Orban în funcția de comisar european, cu 595 de voturi "pentru", 16 voturi "împotrivă" și 29 de abțineri.
Acordarea acestui portofoliu pentru comisarul european al României a fost criticată pe motivul că acesta nu ar fi un portofoliu destul de substanțial pentru activitatea unui comisar fiind un post mai degrabă administrativ decât unul politic, acestea fiind motivele nominalizării de către România a unui tehnocrat. 
Vicepreședintele socialiștilor europeni, austriacul Hannes Swoboda, a explicat care sunt motivele nemulțumirii socialiștilor în legătură cu desemnarea lui Ludovic Orban. "Nu suntem prea mulțumiți că reprezentantul unei țări mari și importante a primit un Mini-portofoliu, ca să-i spun așa, din punct de vedere politic", a spus Hannes Swoboda.
Printre obiectivele sale declarate se numără și subtitrarea filmelor în Europa, care ar trebui să înlocuiască dublarea de către actori. Leonard Orban a mai declarat în timpul audierilor că, dacă va fi confirmat în funcție, va sprijini multilingvismul, inclusiv prin promovarea subtitrării filmelor și a învățării cât mai multor limbi.
În privința introducerii limbilor regionale în ședințele Parlamntului European, Orban s-a eschivat, spunând că impunerea limbilor regionale ca limbi oficiale este foarte puțin probabilă, atâta timp cât este nevoie de o decizie unanimă a statelor membre pentru a schimba legislația actuală. „Există standarde diferite în statele membre. Acțiunile mele vor fi strict în limita competențelor“, a spus Orban. 
Leonard Orban este apreciat de grupurile politice din Parlamentul European, care într-o declarație adoptată precizează că "Leonard Orban pare absolut calificat pentru a face față acestui portofoliu dificil cu un real profesionalism".

## Comisar european
Leonard Orban și-a preluat funcția de comisar european la 1 ianuarie 2007, urmând ca, tot în ianuarie, să depună jurământul în fața Curții Europene de Justiție de la Luxemburg.
Conform datelor oferite de către Parlamentul European și citate de HotNews, Leonard Orban va gestiona un buget de aproximativ 1,2 miliarde de euro, având în subordine 3.400 de persoane, adică 15% dintre salariații instituțiilor europene, împărțiți în trei direcții mari: traduceri, interpretare și publicațiile comunității.
Orban a depus jurământul de învestitură în funcția de comisar european la 22 ianuarie 2007, la Luxemburg.
Portofoliul multilingvismului, acordat lui Leonard Orban, cuprindea traducerile, interpretarea și oficiul pentru publicații oficiale al Uniunii Europene.
La 22 ianuarie 2007 a depus jurământul în fața Curții Europene de Justiție (CEJ) de la Luxemburg, în cadrul unei ceremonii care a încheiat procedura de instalare a românului în funcția de comisar european pentru Multilingvism. Leonard Orban s-a angajat în fața judecătorilor Curții Europene de Justiție să fie complet independent, să acționeze în interesul general al comunității europene, să nu accepte instrucțiuni din partea nici unui guvern sau a unei instituții și să nu facă nimic incompatibil cu statutul său de comisar european. 

## Consilier prezidențial
La data de 8 martie 2010 a fost numit în funcția de consilier prezidențial pe probleme de afaceri europene în cadrul Administrației Prezidențiale.
După o perioadă în care a fost Minstrul Afacerilor Europene (între 2011 și 2012), Leonard Orban a fost numit din nou consilier prezidențial la data de 14 ianuarie 2015. În 1 noiembrie 2021 pleacă din această funcție, la cerere.